# Are You Dead Yet?
Are you dead yet? je peti studijski album finskog melodic death metal sastava Children of Bodom objavljen 19. svibnja 2005.
Album je sniman u Finnvox i Hästifittan studiju tijekom travnja i svibnja 2005.
Svu glazbu je napisao Alexi Laiho osim za pjesmu Bastards of Bodom za koju su glazbu napisali Alexi Laiho i Roope Latvala. Sve tekstove je napisao Alexi Laiho osim za pjesmu Next in line (Alexi Laiho i Kimberly Goss) i Bastards Of Bodom (Kimberly Goss).

## Popis pjesama
1. "Living Dead Beat" - 5:18
2. "Are You Dead Yet?" - 3:54
3. "If You Want Peace... Prepare for War" - 3:57
4. "Punch Me I Bleed" - 4:51
5. "In Your Face" - 4:15
6. "Next in Line" - 4:19
7. "Bastards Of Bodom" - 3:29
8. "Trashed, Lost & Strungout" - 3:25
9. "We're Not Gonna Fall" - 3:19

## Postava
- Alexi "Wildchild" Laiho - vokal i gitara
- Janne Warman - klavijature
- Henkka Blacksmith - bas-gitara
- Jaska Raatikainen - bubnjevi
- Roope Latvala - gitara